# Thalaina magnificaria
Thalaina magnificaria là một loài bướm đêm trong họ Geometridae.